# Eduard Eranosyan
Eduard Eranosyan (bulgare : Едуард Ераносян), né à Varna en Bulgarie le 8 février 1961, est un footballeur et désormais entraîneur bulgare d'origine arménienne.

## Biographie
Commençant sa carrière en 1978, il joue pour le Lokomotiv Plovdiv (1977–1988, 1989, 1993–1994) et se révèle être l'un des meilleurs attaquants du club pendant cette période, jouant 161 matchs et inscrivant 63 buts en championnat de Bulgarie, remportant la coupe de l'Armée soviétique en 1983 et devient le meilleur buteur du championnat lors de la saison 1984. Plus tard, il joue également en Grèce, au Portugal, à l'Apollon Kalamarias (1988–1989), Vitória (1989–1990), Leixões SC (1990–1991, 1992–1993 et 1996–1997) et Boavista FC (1991–1992). 
Eranosyan a également joué dix matchs avec l'équipe de Bulgarie de football et était connu pour son flair et sa grande vision de jeu.
Eranosyan commence sa carrière d'entraîneur à Leixões, qu'il entraîne entre 1997 et 1999. Il prend ensuite les rênes du Lokomotiv Plovdiv, entre 2000–2001 puis de 2003 à 2005 (emmenant l'équipe à leur seul et premier championnat en 2004),- le Dobrudzha Dobrich en 2001–2002. À partir du 23 mars 2007, il est à la tête du PFC Beroe Stara Zagora. Il change ensuite pour partir à Chypre à l'APOP Kinyras Peyias. Puis en décembre 2008, il part entraîner l'Enosis Neon Paralimni.

## Palmarès
- 2013: Championnat d'Angola avec Kabuscorp Sport Clube do Palanca